# Paleontologia

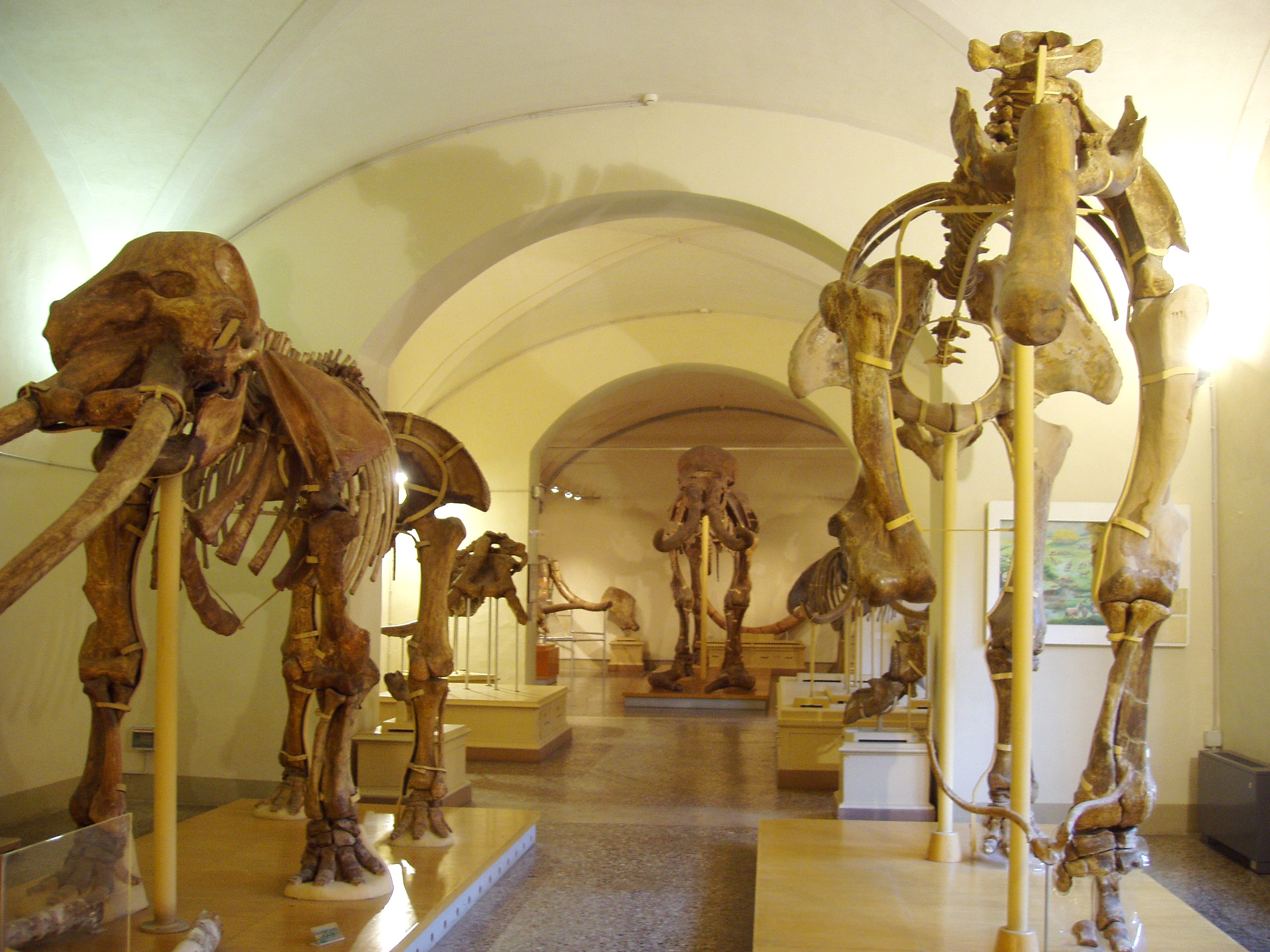
Una sala di paleontologia dei vertebrati del Museo di Storia Naturale di Firenze.

La paleontologia (dal greco παλαiός palaiòs «antico», ὤν ṑn (genitivo ὄντος òntos) «essere, creatura» e λόγος lògos «studio», letteralmente «studio dell'essere antico») è la branca delle scienze naturali che studia gli esseri viventi vissuti nel passato geologico e i loro ambienti di vita sulla Terra; nelle parole di L.F. Laporte, “la loro identità, origine, evoluzione, ambiente e ciò che possono dirci sul passato organico e inorganico della Terra”.
Nata nel XVII e nel XVIII secolo come risultato delle intuizioni di Agostino Scilla e Niccolò Stenone sulla natura dei fossili e sulla stratigrafia, nonché dagli studi di anatomia comparata condotti da George Cuvier, la paleontologia si situa a metà strada tra biologia e geologia, distinguendosi dall'archeologia in quanto esclude lo studio di manufatti umani, mentre lo studio dei resti fossili umani viene chiamato paleoantropologia e, a seconda dell'età del giacimento e dei reperti presenti, viene svolto esclusivamente da paleontologi e antropologi o in combinazione con archeologi; i confini fra queste diverse discipline diventano sempre più sfumati sia col diminuire dell'età dei reperti, sia con il progredire dell'approccio multidisciplinare delle ricerche, dei metodi di indagine e della tecnologia.
Originariamente nata come scienza di tipo storico che, allo scopo di classificare le forme viventi passate e cercare di spiegare le cause della loro variazione, utilizzava solo l'induzione legata a osservazioni qualitative sui campioni fossili, oggi la paleontologia si è sviluppata al punto da utilizzare tecniche mutuate da discipline scientifiche come la biochimica, la matematica e l'ingegneria, che le permettono di condurre anche ricerche e simulazioni a carattere sperimentale. Il suo sviluppo ha coinciso anche con la nascita di diverse sotto-discipline specializzate.

## Storia

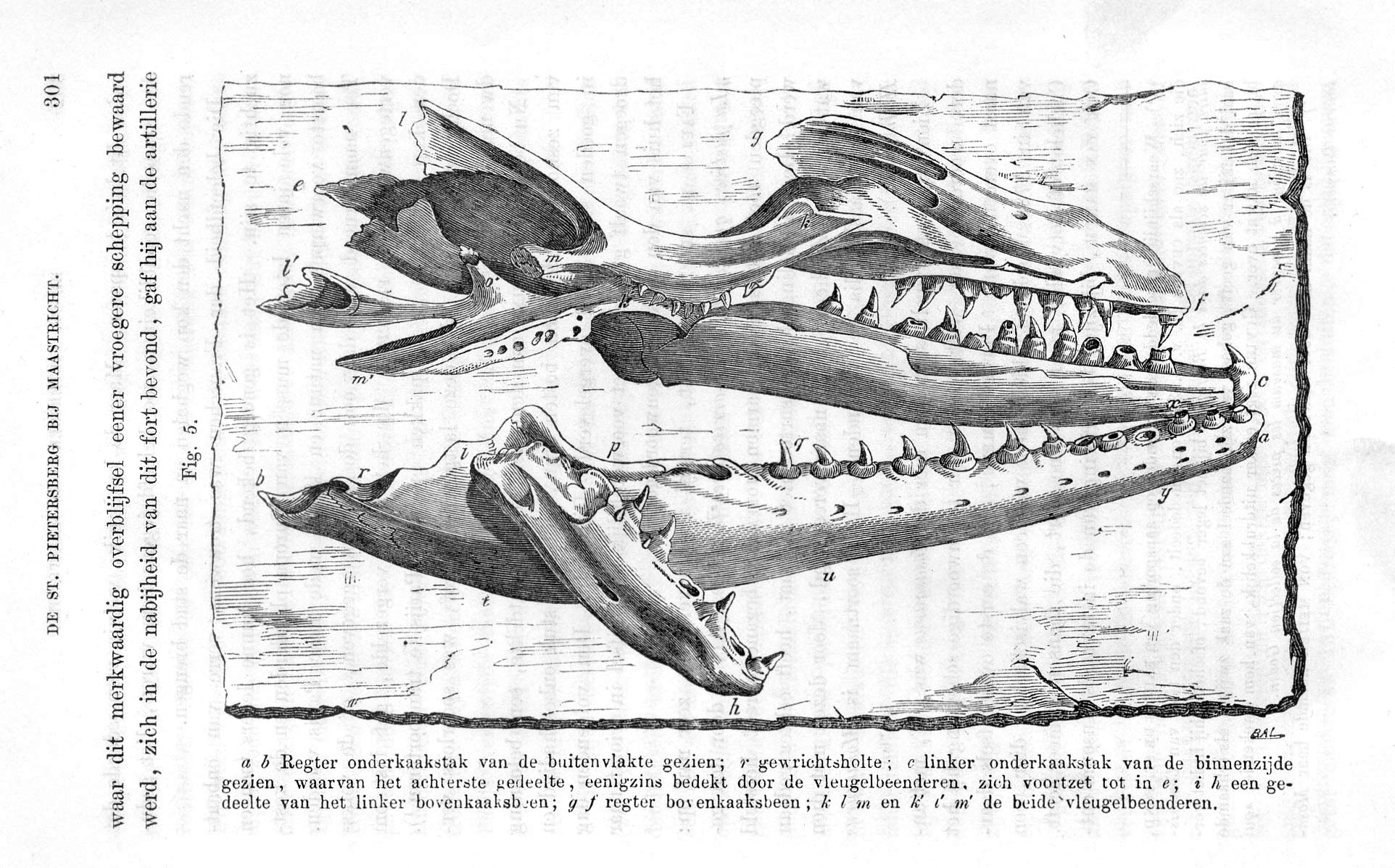
Tavola del 1866 con la raffigurazione di un cranio di Mosasauro.

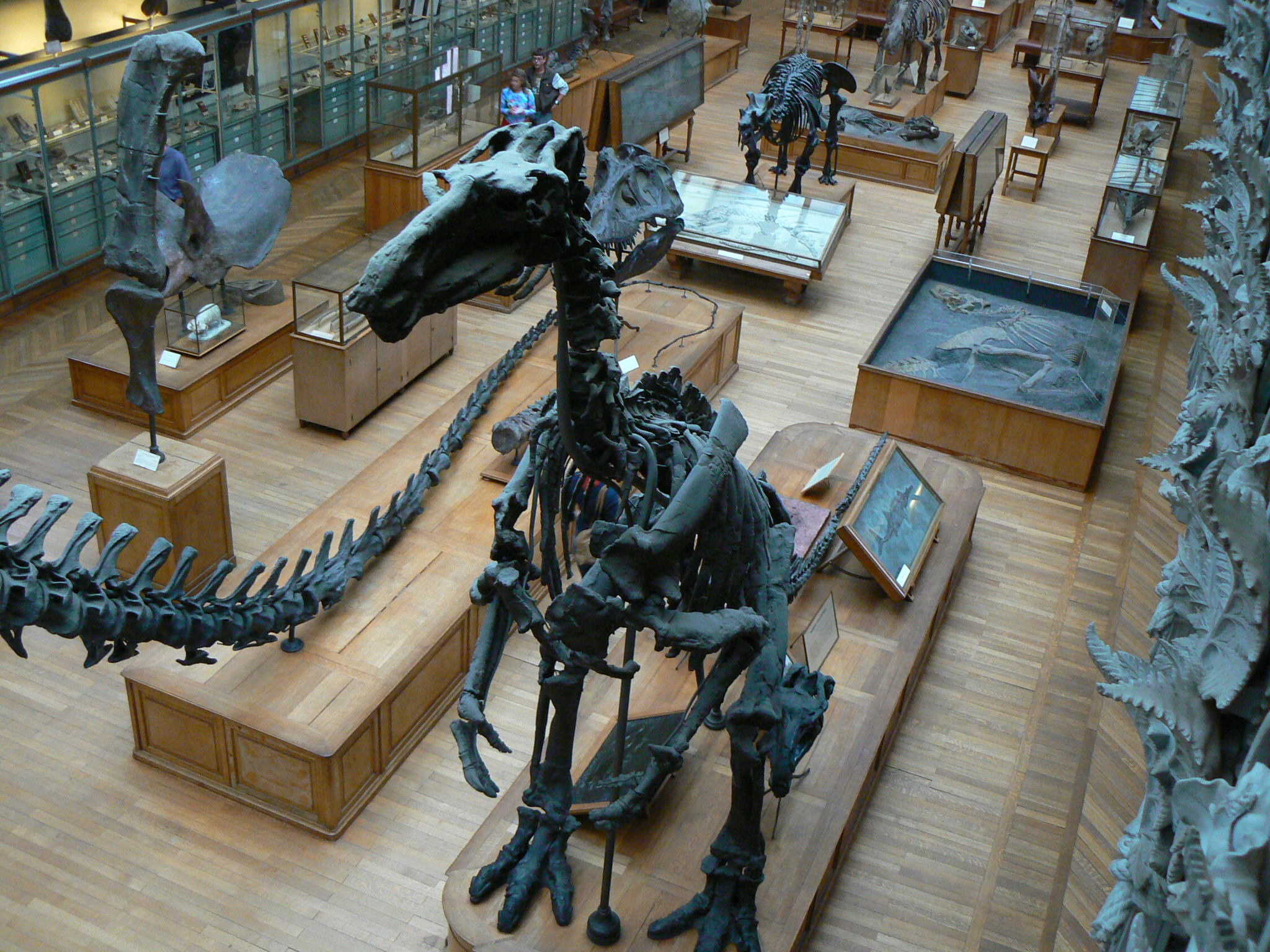
La sala del museo di storia naturale di Parigi con lo scheletro di un iguanodonte.

Nel VI secolo a.C. filosofi greci come Senofane avevano compreso la vera natura dei fossili. In epoca ellenistica Eratostene aveva notato fossili marini in luoghi lontani dal mare e aveva messo in relazione il fatto con il lento spostarsi della linea di costa. Nel Medioevo tuttavia molti naturalisti condivisero la teoria che i fossili rappresentassero i prodotti di una misteriosa "forza plastica" (vis plastica) che scaturiva dalle profonde viscere della Terra, oppure si pensava che fossero "scherzi della natura" o anche che si trattasse dei resti di animali uccisi dal Diluvio universale. 
L'effettiva origine dei fossili, ossia l'antica teoria che si trattasse di resti fossilizzati di animali e piante, fu ripresa in Italia alla fine del Quattrocento, da Leonardo da Vinci, che aveva letto e condivideva varie opinioni di Aristotele, tra cui l'eternità della terra. Leonardo è pertanto considerato da alcuni studiosi come il padre fondatore della paleontologia, in quanto interpretò la vera natura dei due maggiori gruppi di fossili, ossia i resti fossili (residui del corpo di organismi) e gli icnofossili (tracce lasciate da esseri muovendosi su un substrato). Leonardo osservò infatti che le conchiglie (nichi) pietrificate dell'Appennino erano 'intarlate', ossia recavano le tracce (icnofossili) di antichi organismi perforanti:
(Leicester Codex, folio 9r)
Per questo motivo, le conchiglie pietrificate non potevano essere curiosità inorganiche (come sostenuto da molti suoi contemporanei), ma resti di antichi organismi. Con le parole di Leonardo:
(Leicester Codex, folio 9v)
Leonardo non ha solamente interpretato correttamente le perforazioni fossili, ma anche le tracce di bioturbazione, ossia quelle prodotte in substrati soffici. Questi icnofossili comprendono, ad esempio, le gallerie scavate dai vermi; sono tra i fossili più difficili da comprendere tanto che, fino ai primi anni del 1900, erano generalmente interpretati come resti fossili di alghe (fucoidi). Leonardo invece aveva capito che quelle strutture sugli strati (falde) erano icnofossili prodotti da organismi vermiformi quando la roccia era soffice sedimento marino:
(Leicester Codex, folio 10v)
Nel XVI secolo Girolamo Fracastoro si oppose decisamente all'idea della "vis plastica" e a tutte le altre sull'origine inorganica dei fossili. Nel XVII secolo ulteriori osservazioni più adeguate e sistematiche sull'origine organica dei fossili posero le basi della moderna paleontologia e fecero definitivamente abbandonare la vecchia idea della "vis plastica"; queste furono compiute da Agostino Scilla e da Stenone.
Durante il XIX secolo i fossili sono stati studiati inizialmente allo scopo di classificarli, in accordo alla pratica di classificazione scientifica linneaiana, e in seguito il loro impiego venne esteso dai geologi alla stratigrafia nel tentativo di risolvere alcuni problemi come quello della determinazione dell'età delle rocce. Una pietra miliare nella storia della paleontologia venne posta agli inizi dell'Ottocento, quando un medico inglese, Gideon Mantell, trovò un grosso osso in un mucchio di pietre: studiandolo, capì che non poteva essere una mandibola di mammifero, perché le rocce che lo circondavano erano troppo antiche. Però, notando la somiglianza di quei denti con i denti dell'odierna iguana, Mantell stabilì che l'animale era un enorme rettile erbivoro.
Lo chiamò Iguanodon, dal greco "dente d'iguana". Qualche anno dopo, il geologo William Buckland trovò un'altra mascella di rettile, questa volta carnivoro, e lo chiamò Megalosaurus, "grande lucertola". La caccia ai fossili era definitivamente iniziata. Tra i padri della paleontologia, Georges Cuvier fornì contributi fondamentali, anche se spetta all'anatomista e paleontologo inglese Richard Owen (1804-1892) il titolo di primo nel coniare il termine "dinosauro" nel 1842. Inoltre fu proprio lui a voler aprire ed allestire un museo di scienze naturali a Londra che aprirà nel 1833.
Molti da allora sono stati i progressi nella ricerca e nuove specie fossili sono state ritrovate in diverse aree del mondo, permettendo l'acquisizione di nuove conoscenze sui processi dell'evoluzione della vita sulla Terra.
Tra i progressi è possibile citare l'ampliamento metodologico costituito dall'uso della tassonomia cladistica in concomitanza a quello della tassonomia linneana, per quanto riguarda la definizione dell'"albero genealogico" evolutivo. A questo scopo, la tassonomia cladistica cominciò ad essere utilizzata dopo più di sue secoli di utilizzo della sola tassonomia linneana, in seguito all'identificazione di alcune limitazioni di quest'ultima nella classificazione di alcune nuove forme fossili rilevate nel corso dei decenni. Un altro esempio di progresso importante, verificatosi nell'ultimo quarto del XX secolo, è lo sviluppo della filogenesi molecolare, la quale indaga sulle connessioni di organismi vicini misurando quanto simile sia il DNA dei loro genomi. La filogenesi molecolare può essere utilizzata per datare la separazione delle specie, sebbene in tal senso il suo utilizzo è in realtà controverso per l'affidabilità dell'orologio molecolare su cui si basano i suoi risultati.

## La paleontologia nell'ambito delle Scienze

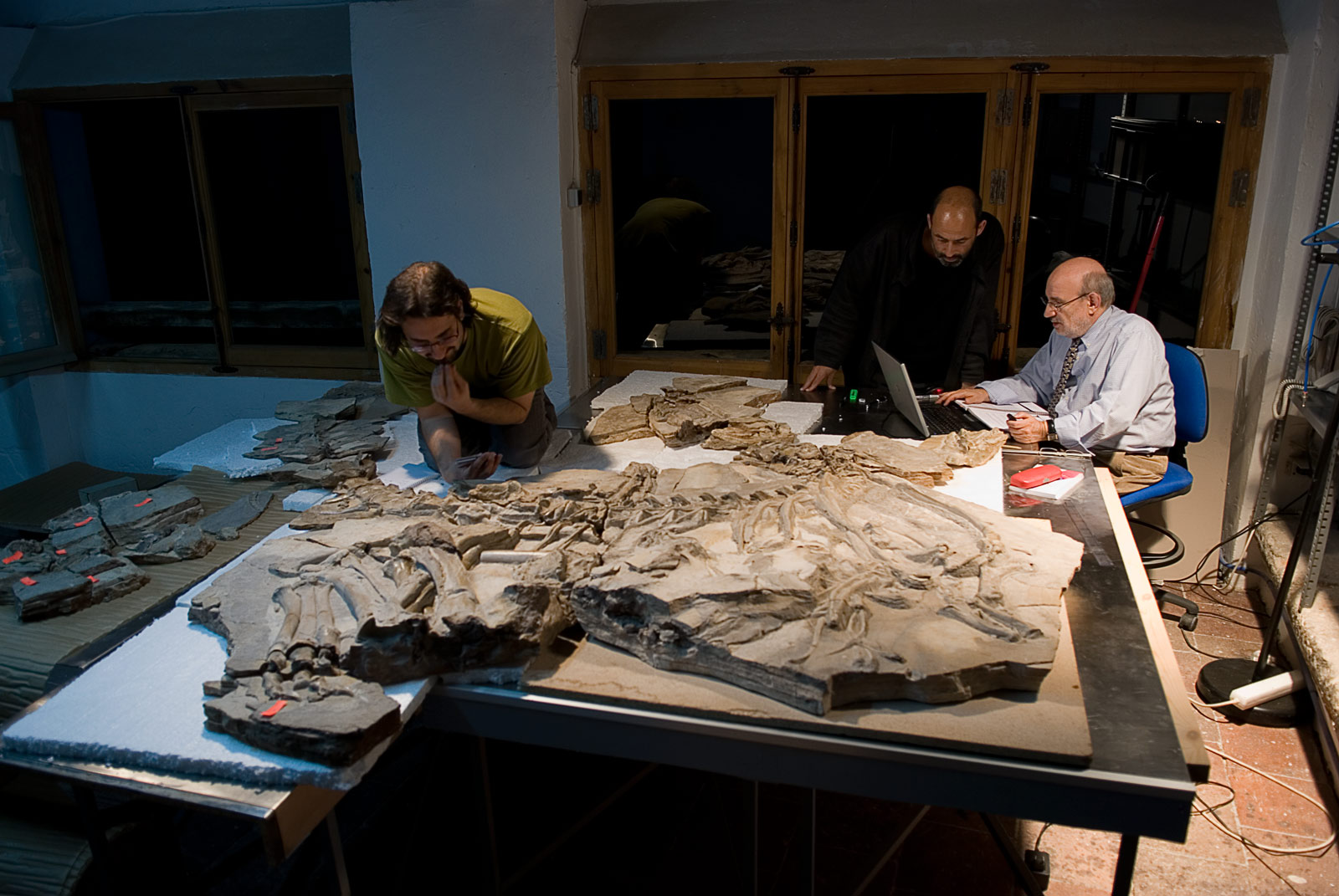
Paleontologi in procinto di studiare un fossile di Concavenator.

### Una scienza storica
La paleontologia è una delle scienze storiche, insieme, ad esempio, all'archeologia, alla geologia, alla biologia evolutiva, all'archeoastronomia, alla filologia e alla storia stessa. Questo significa che essa descrive fenomeni del passato e ne ricostruisce le cause. Come scienza storica si sviluppa su tre principali elementi: la descrizione del fenomeno del passato; lo sviluppo di una teoria generale sulle cause dei vari di tipi di cambiamento correlati al fenomeno; e infine l'applicazione di queste teorie per stabilire i fatti.
Quando si tenta di spiegare i fenomeni passati, i paleontologi e gli altri scienziati storici spesso formulano una serie di ipotesi sulle cause e dopo ne ricercano la prova, o meglio, qualcosa che indichi che un'ipotesi è migliore delle altre. Qualche volta la prova confermante un'ipotesi viene scoperta per caso durante altre ricerche; è così avvenuto, ad esempio, per la scoperta di Luis Álvarez e Walter Álvarez di uno strato ricco di iridio al limite K-T, che sembrerebbe avallare la spiegazione privilegiata dell'estinzione di massa del Cretaceo-Paleocene come prodotta da un impatto astronomico.
Gli scienziati storici possono, oggi, anche seguire la via della sperimentazione: si usano esperimenti o simulazioni per tentare di ridurre il numero delle spiegazioni possibili su come un fenomeno del passato si sia verificato.

### Sottodiscipline
Con l'aumentare delle sue conoscenze, la paleontologia ha sviluppato diverse sotto-discipline specializzate.
La prima grande suddivisione che si fa all'interno della paleontologia è quella tra paleontologia generale e paleontologia sistematica; la prima riguarda, tra le varie branche, i processi di fossilizzazione, la paleoecologia, la biostratigrafia e la paleobiogeografia, che sono in relazione con l'andamento climatico delle epoche passate; la seconda riguarda invece la descrizione e la tassonomia dei fossili nonché i rapporti filetici tra di loro e le forme viventi attuali.
La paleontologia tassonomica ha infatti per scopo la classificazione degli organismi vissuti nel passato. La paleobiologia studia le caratteristiche e la fisiologia degli esseri vissuti nel passato combinando metodi e ricerche delle scienze naturali con quelli delle scienze della Terra. La paleozoologia studia i fossili animali e si suddivide in paleozoologia vertebrata, la quale si concentra sullo studio dei fossili dei vertebrati, e paleozoologia invertebrata, la quale lavora con i fossili degli invertebrati come molluschi, artropodi, anellidi e echinodermi. La paleobotanica si concentra sullo studio dei fossili delle piante, e include tradizionalmente anche lo studio di fossili di alghe e funghi. La palinologia (in questo caso paleopalinologia o micropaleobotanica), lo studio di pollini e spore prodotti da piante terrestri e protisti, è a cavallo tra paleontologia e botanica, in quanto si occupa sia di organismi viventi che di fossili. La micropaleontologia studia i fossili di piccole dimensioni, che possono essere osservati solo con il microscopio, senza badare al gruppo al quale appartengono. Quest'ultima scienza ha subito un notevole sviluppo per le sue applicazioni pratiche nella ricerca di idrocarburi entro le rocce sedimentarie. La paleoicnologia studia le tracce fossili del movimento degli organismi passati, come le impronte di deambulazione lasciate in sedimenti antichi.
Invece di concentrarsi su organismi singoli, la paleoecologia esamina le interazioni tra organismi differenti come la loro posizione nella catena alimentare, e lo scambio a doppio senso tra gli organismi e il loro ambiente – esamina, ad esempio, come lo sviluppo della fotosintesi ossigenica da parte dei batteri abbia enormemente incrementato la produttività e la diversità degli ecosistemi, e come abbia causato l'ossigenazione dell'atmosfera che era un prerequisito per l'evoluzione delle cellule eucariote più complesse da cui tutti gli organismi pluricellulari si sono originati. La paleoclimatologia, sebbene qualche volta venga considerata come una parte della paleoecologia, si concentra di più sulla storia del clima della Terra e sui meccanismi che lo hanno modificato. Tra questi meccanismi vi possono essere gli sviluppi evolutivi; ad esempio, la rapida espansione del Devoniano di piante sulla terraferma eliminò molta anidride carbonica dall'atmosfera, riducendo l'effetto serra e di conseguenza contribuendo a causare un'era glaciale durante il Carbonifero.
La biostratigrafia, l'utilizzo di fossili per decifrare l'ordine cronologico in cui le rocce si sono formate, è molto utile sia per i paleontologi che per i geologi. La datazione dei resti fossili è essenziale ma difficile: qualche volta gli strati di roccia contenenti i fossili o quelli adiacenti, possono contenere minerali con elementi chimici che ne permettono una datazione radiometrica, detta anche datazione assoluta in quanto fornisce una età espressa direttamente in milioni di anni, con un margine d'errore potenzialmente dell'ordine del 0,5%. Molto più spesso i paleontologi utilizzano datazioni relative, tramite il riconoscimento di fossili guida per risolvere le problematiche della datazione di uno strato di roccia e dei fossili ivi contenuti utilizzando il principio della successione faunistica.
La biogeografia studia la distribuzione spaziale degli organismi nel passato geologico spiegando come la geografia della Terra si modifichi nel tempo; quest'ultima disciplina è molto importante per valutare le ipotesi di ricostruzione delle posizioni delle placche tettoniche nel tempo. Infine, la paleoantropologia (o paleontologia umana) studia i fossili degli ominidi, mentre la paletnologia studia prodotti, comportamenti e relazioni sociali umane durante la preistoria.

### Connessioni con altre scienze

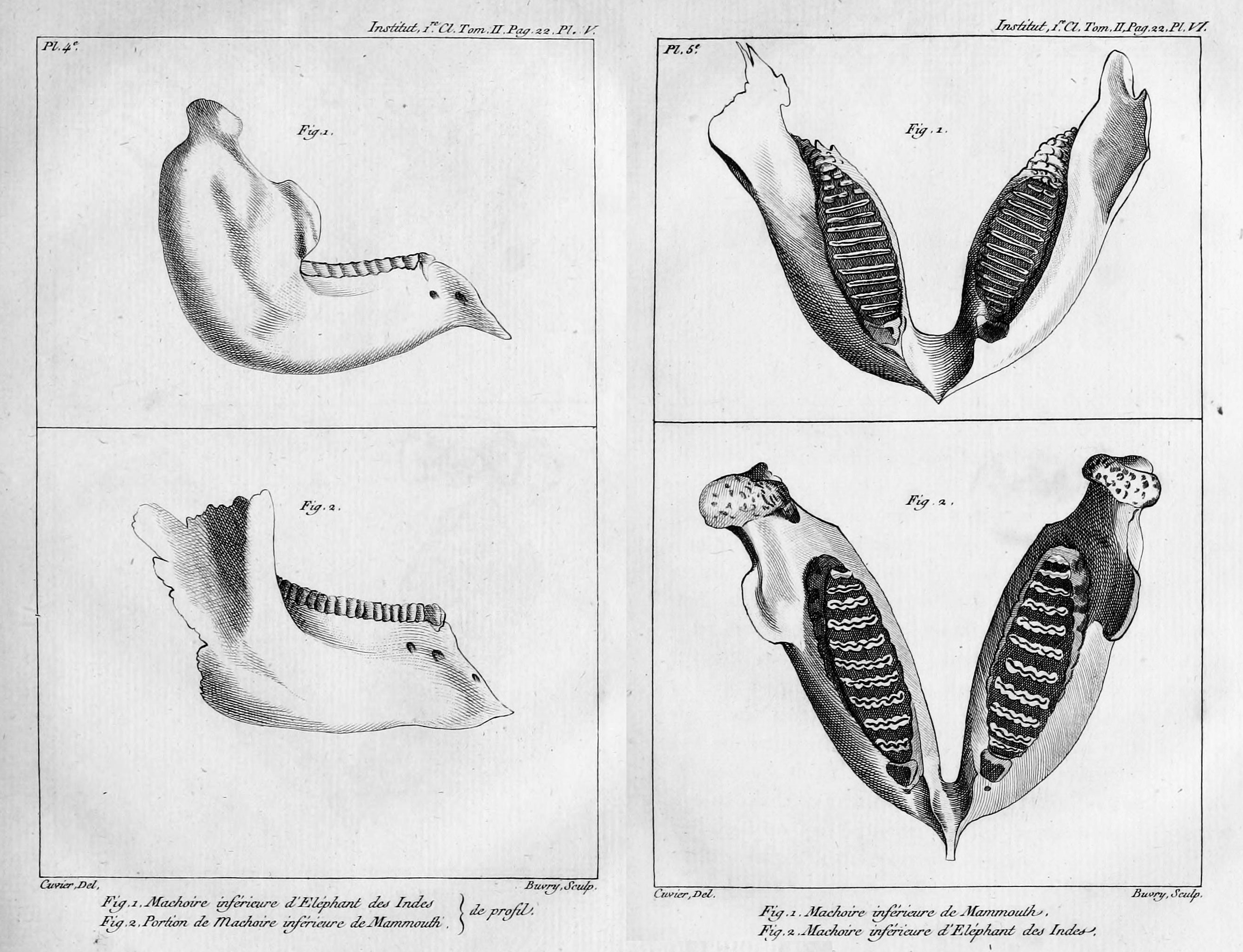
Tavola di Cuvier di anatomia comparata: sono comparati i crani di un elefante indiano vivente e di un mammut fossile.

La paleontologia si trova al confine tra biologia e geologia; difatti essa si concentra sulla documentazione della vita passata, ma la sua principale risorsa di prove sono i fossili, che si trovano nelle rocce. Per ragioni storiche, la paleontologia fa parte del dipartimento di scienze geologiche di molte università; difatti, furono i dipartimenti di geologia, nel XIX e all'inizio del XX secolo, a individuare prove fondamentali per datare l'età delle rocce e quindi dei fossili ivi contenuti; linea di ricerca che i dipartimenti di biologia, al tempo, non si preoccuparono invece di seguire.
La paleontologia ha anche qualche sovrapposizione con l'archeologia; quest'ultima lavora principalmente con oggetti prodotti da uomini e con resti umani, mentre i paleontologi, ovvero, più specificatamente, i paleoantropologi sono interessati alle caratteristiche e all'evoluzione degli uomini come organismi. Quando si trovano ad affrontare indagini su tracce umane, gli archeologi e i paleontologi possono lavorare insieme; per esempio, i paleontologi possono identificare fossili di piante e animali nei pressi del sito archeologico, per scoprire che cosa mangiavano le persone che vivevano lì; oppure possono analizzare le condizioni climatiche presenti nel luogo quando esso era abitato dagli umani.
I paleontologi, inoltre, usano spesso tecniche derivate da altre scienze, come biologia, ecologia, chimica, fisica e matematica. Per esempio, i segni geochimici delle rocce possono aiutare a scoprire quando nacque per la prima volta la vita sulla Terra, e l'analisi delle radiazioni degli isotopi del carbonio può aiutare ad identificare i cambiamenti climatici e anche a spiegare le maggiori mutazioni come l'estinzione di massa del Permiano-Triassico. Una disciplina relativamente recente, la filogenesi molecolare, spesso aiuta utilizzando comparazioni di DNA e RNA di diversi organismi moderni per ricostruire “l'albero genealogico” evolutivo; è stata anche usata per datare i più importanti sviluppi evolutivi, sebbene questo approccio sia controverso a causa di dubbi riguardo l'affidabilità dell'orologio molecolare. Vengono utilizzate anche avanzate tecniche ingegneristiche per tentare di scoprire il funzionamento degli organismi antichi; tecniche ingegneristiche sono state usate, per esempio, per scoprire quanto veloce potesse essere il tirannosauro o quanto potente fosse il suo morso.
La paleoneurologia è una combinazione di paleontologia, biologia, e archeologia; si tratta di uno studio dei calchi endocranici di specie collegate all'uomo al fine di apprendere qualcosa sull'evoluzione del cervello umano.
La paleontologia contribuisce anche all'esobiologia, la ricerca di possibili forme di vita su altri pianeti, sviluppando modelli su come la vita potrebbe essere nata e fornendo tecniche per individuare tracce di vita.

## I materiali dello studio paleontologico

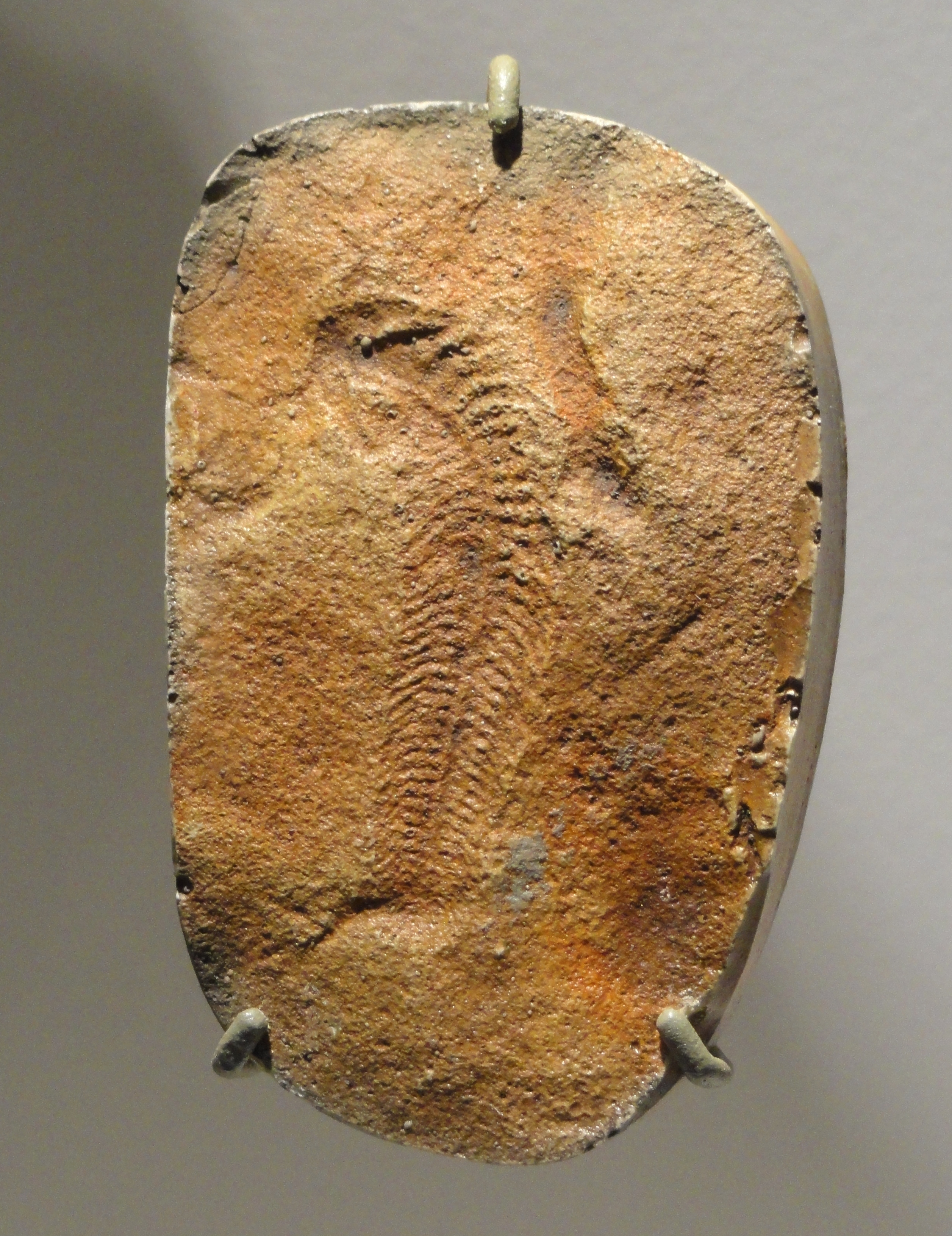
Esemplare di "Spriggina", enigmatico organismo fossile vissuto alla fine del Proterozoico (Ediacariano, circa 550 milioni di anni fa).

### Gli organismi fossilizzati

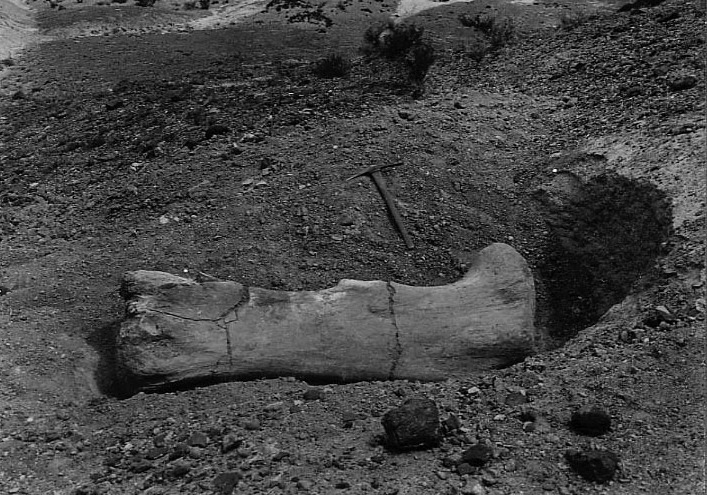
Femore fossile di Argyrosaurus, grande dinosauro, sul luogo del suo ritrovamento.

Il fossile è il principale materiale di studio della ricerca paleontologica.
I tipi di fossile più comuni sono quelli relativi alle componenti più resistenti del corpo degli organismi viventi, quali denti, gusci, parti scheletriche (intendendo con queste, oltre che le ossa dei vertebrati, anche altri tipi di endoscheletri - come quelli costituenti i coralli e le spugne - e gli esoscheletri degli artropodi). Difatti, di solito sono preservate solo quelle parti organiche che erano già mineralizzate, in quanto le altre tendono a decomporsi totalmente prima di poter intraprendere il processo della fossilizzazione.
Esistono comunque particolari ambienti che occasionalmente possono preservare i tessuti molli dei corpi di animali e vegetali depostisi sul loro fondo. Questi ambienti formano in tal caso dei ricercati depositi fossiliferi, detti lagerstätten, che permettono ai paleontologi di esaminare l'anatomia interna degli animali che in altri sedimenti si ritrovano soltanto sotto forma di gusci, spine, artigli, ecc. oppure non si ritrovano affatto, come nel caso delle meduse, che avendo il corpo composto quasi interamente d'acqua, normalmente si decompongono nel volgere di poche ore. Esempi di ambienti che possono formare lagerstätten includono fondali anossigenici e ambienti dove gli organismi invertebrati vengono preservati tramite un seppellimento repentino causato da eventi geologici come le colate detritiche.
La fossilizzazione in sé, anche delle parti dure, comunque, è un evento raro, e la maggior parte dei fossili già formatisi viene distrutta dall'erosione o dal metamorfismo prima che possa essere osservata. Anche i lagerstätten forniscono una fotografia incompleta dei periodi geologici che documentano: la maggioranza degli organismi viventi contemporanei alla formazione di un deposito lagerstätten, infatti, non vi si rinvengono perché per la loro natura questi tipi di depositi sono possibili solo in un numero esiguo di ambienti sedimentari. I reperti fossili sono quindi molto incompleti, in misura crescente per i periodi più lontani nel tempo. Difatti, di due terzi degli oltre 30 phyla di animali viventi, quasi mai si rinvengono reperti fossili.
La scarsità dei reperti fossili implica che un phylum possa essere esistito sia antecedentemente che posteriormente rispetto ai periodi geologici per i quali è noto il suo ritrovamento fossile; questa non perfetta corrispondenza fra la lunghezza del potenziale periodo di vita di un phylum e la lunghezza del suo periodo di esistenza inferito dai suoi rinvenimenti è noto come effetto Signor-Lipps.
Nonostante le difficoltà conservative, comunque, i fossili rinvenuti sono di per loro sufficienti per delineare lo schema generale dell'evoluzione della vita.

### Le tracce fossili

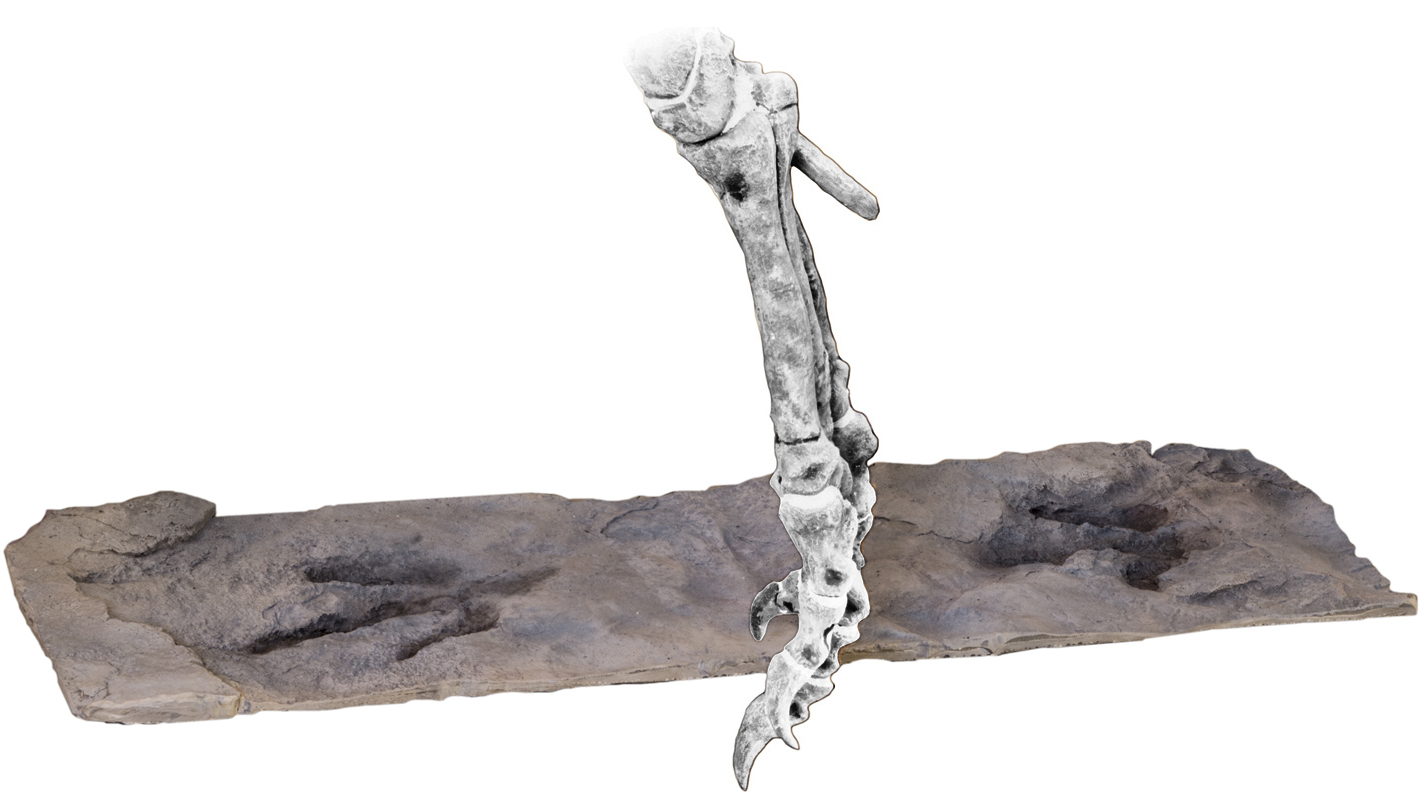
Traccia fossile: Orma di dinosauro tetrapode, rinvenuta presso i Lavini di Marco, Rovereto (Trento) e ricostruzione della zampa dell'animale

La paleontologia non si limita a studiare i resti dei corpi delle forme viventi, ma investiga anche su tutte le altre possibili testimonianze relative alla vita sulla Terra nel passato. Tra queste molta importanza è data alle tracce fossili, che consistono principalmente in orme di locomozione e tane scavate nel suolo, ma includono anche coproliti (ossia escrementi fossili) e segni lasciati dai pasti, come evidenze di morsi su ossa. Le tracce fossili (o icnofossili, da cui la disciplina icnologia, che si occupa dello studio delle tracce) sono particolarmente importanti perché rappresentano una fonte di dati che non si limita agli animali con parti dure facilmente fossilizzabili, e che permette di inferire anche i vari comportamenti degli organismi antichi. Molte tracce sono tipiche di specifici ambienti di sedimentazione, dove vengono prodotte e conservate; ad esempio, gli elmintoidi sono tracce di locomozione, presumibilmente per ricerca di cibo, che si rinvengono esclusivamente sulle superfici di strati di sedimenti di ambiente torbiditico. Molte tracce possono essere più antiche dei fossili degli organismi che le hanno prodotte. Sebbene una precisa attribuzione di tutte le tracce fossili ai loro produttori sia generalmente impossibile, le tracce fossili possono, per esempio, fornire la più antica prova fisica dell'apparizione sulla Terra di animali complessi (comparabili agli odierni lombrichi).

### Osservazioni geochimiche
Le osservazioni geochimiche possono servire a desumere il livello globale dell'attività biologica in una data era geologica, oppure la parentela di un determinato fossile.
Le caratteristiche geochimiche delle rocce possono ad esempio rivelare la data dell'apparizione della vita sulla Terra, e possono fornire prove della presenza di cellule eucariote in un periodo più o meno distante nel tempo. Le analisi delle radiazioni degli isotopi del carbonio, altra forma di osservazione geochimica, possono aiutare a spiegare i principali mutamenti come ad esempio l'estinzione di massa del Permiano-Triassico.

## Panoramica sui risultati della paleontologia riguardo alla storia evolutiva della Terra
La storia evolutiva della vita si estende indietro ad oltre 3 miliardi di anni fa, forse fino a 3,8 miliardi di anni fa. La Terra si formò circa 4,5 miliardi di anni fa (4.570.000.000 anni fa) e, dopo una collisione che formò la Luna avvenuta all'incirca 40 milioni di anni più tardi, si raffreddò abbastanza rapidamente permettendo la formazione di oceani e di un'atmosfera attorno a 4,4 miliardi di anni fa. Tuttavia sulla Luna ci sono tracce evidenti di un intenso bombardamento tardivo avvenuto tra i 4 e i 3,8 miliardi di anni fa. Se, verosimilmente, un simile bombardamento colpì la Terra nello stesso periodo, l'atmosfera e gli oceani primitivi potrebbero essere stati spazzati via. Il primo chiaro segno della vita sulla Terra è datato 3 miliardi di anni fa, anche se ci sono stati rapporti, spesso messi in discussione, di batteri fossili di 3,4 miliardi di anni fa e di prove geochimiche sulla presenza della vita 3,8 miliardi di anni fa. Alcuni scienziati hanno proposto che la vita sulla Terra venne "seminata" da altrove, ma molte ricerche si concentrano in spiegazioni diverse su come la vita possa essere nata indipendentemente sulla Terra.
Per circa 2 miliardi di anni i tappeti microbici, colonie a più livelli di tipi differenti di batteri spesse solo pochi millimetri, furono la forma di vita dominante sulla Terra. L'evoluzione della fotosintesi ossigenica permise loro di giocare il ruolo principale nell'ossigenazione dell'atmosfera a partire da 2,4 miliardi di anni fa. Questo cambiamento nell'atmosfera aumentò la loro efficienza come nidi per l'evoluzione. Mentre gli eucarioti, cellule con complesse strutture interne, potevano essere già stati presenti in precedenza, la loro evoluzione accelerò quando acquisirono la capacità di trasformare nel loro metabolismo l'ossigeno da veleno in potente fonte di energia. Questa innovazione può essere avvenuta con gli eucarioti primitivi che catturando batteri potenziati dall'ossigeno come endosimbionti li trasformarono in organuli chiamati mitocondri. La prima prova accertata di eucarioti complessi con organuli come i mitocondri, è datata 1,85 miliardi di anni fa.
La vita pluricellulare è composta solo da cellule eucariote e la testimonianza più antica per essa è un gruppo di fossili ritrovati presso Franceville in Gabon di 2,1 miliardi di anni fa, sebbene la specializzazione delle cellule per funzioni diverse apparve per la prima volta tra gli 1,4 miliardi di anni fa (un possibile fungo) e gli 1,2 miliardi di anni fa (una probabile alga rossa). La riproduzione sessuata potrebbe essere stata un prerequisito per la specializzazione delle cellule, poiché un organismo pluricellulare asessuato avrebbe potuto correre il rischio di essere inglobato da cellule anormali le quali mantenessero l'abilità di riprodursi.
I più antichi animali conosciuti sono i Celenterati a partire da 580 milioni di anni fa, ma questi sono di aspetto così tanto moderno che gli animali più antichi devono essere già apparsi prima di allora. I fossili dei primi animali sono rarissimi poiché non svilupparono parti dure che si potessero fossilizzare facilmente fino a circa 548 milioni di anni fa. I più antichi animali bilateri di aspetto moderno apparvero nel primo Cambriano, insieme ad alcune “bizzarrie” che recavano piccole evidenti rassomiglianze con qualsiasi animale moderno. C'è un dibattito di lunga data tra chi sostiene che questa esplosione cambriana fu veramente un periodo molto rapido di sperimentazione evolutiva e chi sostiene che animali con fisionomie moderne iniziarono ad evolversi molto prima ma i fossili dei loro precursori non sono ancora stati trovati, oppure che quelle “bizzarrie” siano degli “zii” e “cugini” evoluzionali dei gruppi moderni. I vertebrati rimasero un gruppo oscuro fino a quando il primo pesce con mascelle apparve nel tardo Ordoviciano.
La diffusione della vita dall'acqua alla terraferma esigeva organismi che risolvessero numerosi problemi, compresi una protezione contro la siccità e una capacità di sostenere se stessi contro la forza di gravità. La prova più antica di piante e d'invertebrati di terra si data indietro rispettivamente a circa 476 e a 490 milioni di anni fa. Il ramo che produsse i vertebrati di terra si evolse in seguito ma con molta rapidità tra i 370 e i 360 milioni di anni fa; scoperte recenti hanno ribaltato le prime idee sulla storia e sulle forze motrici dietro la loro evoluzione. Le piante terrestri ebbero un così grande successo da causare una crisi ecologica nel tardo Devoniano, risoltasi soltanto con l'evoluzione e la diffusione dei funghi che poterono digerire il legno morto.
Durante il periodo del Permiano i sinapsidi, compresi gli antenati dei mammiferi, furono gli animali terrestri dominanti, ma l'estinzione di massa del Permiano-Triassico 251 milioni di anni fa arrivò molto vicina a cancellare tutte le forme di vita complesse. Durante la lenta ripresa da questa catastrofe un gruppo in precedenza oscuro, gli arcosauri, divennero i più numerosi e vari vertebrati terrestri. Un gruppo di arcosauri, i dinosauri, furono i vertebrati di terra dominanti per il resto del Mesozoico, e gli uccelli si evolsero da un gruppo dei dinosauri.
Durante questo tempo gli antenati dei mammiferi sopravvissero solo come piccoli insettivori, principalmente notturni, ma questo apparente ostacolo può aver accelerato lo sviluppo di tratti tipicamente mammiferi come l'endotermia e il pelo. Dopo l'estinzione di massa del Cretaceo-Paleocene 65 milioni di anni fa che sterminò i dinosauri – gli uccelli rimasero gli unici superstiti dei dinosauri – i mammiferi aumentarono rapidamente in dimensioni e diversità, ed alcuni si diffusero anche per aria e per mare.
Prove fossili indicano che le piante da fiore apparvero e si diversificarono rapidamente durante il Primo Cretaceo, tra i 130 e i 90 milioni di anni fa. Si pensa che la loro rapida ascesa al predominio negli ecosistemi terrestri sia stata spinta dalla coevoluzione con gli insetti pronubi. Gli insetti eusociali apparvero circa nello stesso periodo e, sebbene essi fossero solo per una piccolissima parte dall'albero genealogico degli insetti, adesso costituiscono oltre il 50% della massa totale di tutti gli insetti.
Gli umani si evolsero da un ramo di primati di cui i primi fossili sono datati ad oltre 6 milioni di anni fa. Benché i primi membri di questa discendenza possedessero un cervello della dimensione di uno scimpanzé, circa il 25% della grandezza di quello degli umani moderni, ci sono segni di un incremento costante nell'ampiezza della scatola cranica a partire da 3 milioni di anni fa. Un dibattito di lunga data vede opposte le posizioni di chi sostiene che gli umani “moderni” siano discendenti di una piccola popolazione singola dell'Africa, la quale dopo migrò in tutto il resto del mondo meno di 200.000 anni fa e rimpiazzò le precedenti specie di ominidi, e chi invece sostiene che siano nati su scala mondiale allo stesso tempo come risultato di un'ibridazione.

### Le estinzioni di massa
La vita sulla Terra ha subito occasionali estinzioni di massa almeno da 542 milioni di anni fa; tuttavia tali estinzioni hanno talvolta accelerato l'evoluzione della vita sulla Terra. Quando il dominio di particolari nicchie ecologiche passa da un gruppo di organismi viventi ad un altro, raramente accade perché il nuovo gruppo dominante è “superiore” a quello vecchio; si ha piuttosto che un'estinzione di massa ha eliminato il precedente gruppo dominante e aperto le porte al nuovo.
I reperti fossili sembrano mostrare che il livello di estinzione stia rallentando, con l'aumento della distanza temporale tra un'estinzione di massa e l'altra e con la decrescita del tasso medio d'occorrenza delle estinzioni. Comunque, non è certo che l'attuale tasso di estinzione non sia alterato, dato che entrambe queste osservazioni potrebbero essere spiegate in svariati modi:
- Gli oceani possono essere divenuti più ospitali alle forme di vita nel corso degli ultimi 500 milioni di anni e meno vulnerabili alle estinzioni di massa: l'ossigeno disciolto si è diffuso maggiormente penetrando a più basse profondità; lo sviluppo della vita sulla terraferma ha ridotto la scarsità di nutrimento e dunque il rischio di eutrofizzazione e di eventi anossici; gli ecosistemi marini sono diventati più diversificati cosicché le catene alimentari sono meno facilmente spezzabili.[76][77]

- Ragionevolmente i fossili interamente completi sono rarissimi, la maggior parte degli organismi estinti sono rappresentati solo da fossili parziali, inoltre i fossili integrali sono molto più rari nelle rocce più antiche. Perciò i paleontologi possono aver erroneamente assegnato parti dello stesso organismo a generi animali differenti, i quali possono essere stati distinti solamente per poter concludere le scoperte – la storia di Anomalocaris ne è un esempio.[78] Il rischio di questo errore è molto alto per i fossili più antichi perché questi spesso non hanno parti somiglianti a nessun organismo vivente. Molti generi “superflui” sono composti da frammenti che non sono stati trovati nuovamente, e tali generi “superflui” sembrano essersi estinti molto rapidamente.[75]

La Biodiversità dei reperti fossili, che è
"il numero di generi viventi distinti in un dato momento; cioè, coloro i quali la prima comparsa sia precedente e i quali l'ultima apparizione sia posteriore a questo periodo"
mostra un andamento differente: un abbastanza rapido aumento dai 542 ai 400 milioni di anni fa, un leggero declino dai 400 ai 200 milioni di anni fa, di cui la devastante estinzione di massa del Permiano-Triassico è un importante fattore, e un rapido incremento a partire da 200 milioni di anni fa fino ad oggi.

## Paleontologi celebri
Vedi una lista più dettagliata di paleontologi presenti su Wikipedia.
- Georges Cuvier (1769-1832)
- William Buckland (1784-1856)
- Gideon Mantell (1790-1852)
- Mary Anning (1799-1847)
- Alcide Dessalines d'Orbigny (1802-1857)
- Richard Owen (1804-1892)
- Joseph Leidy (1823-1891)
- Othniel Charles Marsh (1831-1899)
- Edward Drinker Cope (1840-1897)
- Pierre Teilhard de Chardin (1881-1955)
- Louis Seymour Bazett Leakey (1903-1972)
- Walter Georg Kühne (1911-1991)
- John Ostrom (1928-2005)
- Henry de Lumley (1934-)
- Stephen Jay Gould (1941-2002)
- Robert Bakker (1945-)
- John "Jack" Horner (1946-)